# 勞倫特·費爾斯
勞倫特·費爾斯（Laurent Fels），卢森堡作家、文學教授，現居於盧森堡大公國，曾為那慕爾大學出版社（Presses universitaires de Namur）一本探討二十世紀新詩的論文集擔任編輯，其詩作於2007年獲頒梅斯國家學院文學大獎（"Grand Prix de Littérature" of the National Academy of Metz）。